# Championnat du Chili de football 1957
Navigation
Saison précédente Saison suivante
La saison 1957 du Championnat du Chili de football est la vingt-cinquième édition du championnat de première division au Chili. Les quatorze meilleures équipes du pays sont regroupées au sein d'une poule unique, où elles s'affrontent deux fois, à domicile et à l'extérieur; à l'issue de la compétition, le dernier du classement est relégué et remplacé par le champion de Segunda Division, la deuxième division chilienne.
C'est le club d'Audax Italiano qui remporte la compétition, après avoir terminé en tête du classement final, avec trois points d'avance sur le CF Universidad de Chile et six sur le Club Deportivo Palestino. C'est le quatrième titre de champion du Chili de l'histoire du club.

## Les clubs participants
| - Deportes Magallanes - Colo Colo - Ferrobádminton - CF Universidad de Chile - Unión Española - Santiago Wanderers - CSD Rangers | - Club Deportivo O'Higgins - Club Deportivo San Luis - Audax Italiano - CD Universidad Católica - Promu de Segunda Division - CD Green Cross - CD Everton de Viña del Mar - Club Deportivo Palestino |

## Compétition
Le barème utilisé pour établir le classement est le suivant :
- Victoire : 2 points
- Match nul : 1 point
- Défaite : 0 point

### Classement
| Rang | Équipe                      | Pts | J  | G  | N  | P  | Bp | Bc | Diff |
| ---- | --------------------------- | --- | -- | -- | -- | -- | -- | -- | ---- |
| 1    | Audax Italiano              | 34  | 26 | 15 | 4  | 7  | 51 | 42 | +9   |
| 2    | CF Universidad de Chile     | 31  | 26 | 10 | 11 | 5  | 51 | 41 | +10  |
| 3    | Club Deportivo Palestino    | 28  | 26 | 11 | 6  | 9  | 68 | 54 | +14  |
| 4    | Santiago Wanderers          | 27  | 26 | 11 | 5  | 10 | 43 | 37 | +6   |
| 5    | Unión Española              | 26  | 26 | 11 | 4  | 11 | 54 | 49 | +5   |
| 6    | CSD Rangers                 | 26  | 26 | 11 | 4  | 11 | 35 | 37 | -2   |
| 7    | CD Everton de Viña del Mar  | 26  | 26 | 12 | 2  | 12 | 49 | 62 | -13  |
| 8    | Colo Colo T                 | 25  | 26 | 10 | 5  | 11 | 60 | 53 | +7   |
| 9    | Deportes Magallanes         | 25  | 26 | 10 | 5  | 11 | 43 | 58 | -15  |
| 10   | CD Green Cross              | 23  | 26 | 8  | 7  | 11 | 58 | 58 | 0    |
| 11   | Ferrobádminton              | 21  | 26 | 8  | 5  | 13 | 40 | 40 | 0    |
| 12   | Club Deportivo O'Higgins    | 21  | 26 | 7  | 7  | 12 | 34 | 47 | -13  |
| 13   | CD Universidad Católica P   | 21  | 26 | 8  | 5  | 13 | 35 | 49 | -14  |
| 14   | Club Deportivo San Luis -13 | 17  | 26 | 12 | 6  | 8  | 42 | 36 | +6   |

|  | Champion du Chili 1957                            |
|  | Relégation en Segunda Division                    |
|  | T : Tenant du titre P : Promu de Segunda Division |

- Le Club Deportivo San Luis reçoit une pénalité de 13 points pour avoir aligné un joueur non autorisé (l'Argentin J.Negri).

## Bilan de la saison
| Championnat du Chili de football 1957 |                           |
| Champion                              | Audax Italiano (4e titre) |
| Promotions et relégations             |                           |
| Promus en Primera División            | Deportes La Serena        |
| Relégués en Segunda División          | Club Deportivo San Luis   |